# Crydamoure
Crydamoure est un label musical français, fondé en 1997 par Guy-Manuel de Homem-Christo (du groupe Daft Punk) et Éric Chédeville alias Rico (fondateur du label hard house Pumpking Records).
Le label produit deux compilations majeures du genre house filtrée/électro, Waves et Waves II, sur lesquelles on peut entendre The Buffalo Bunch, Raw Man, Deelat, The Eternals, Paul Johnson, etc.
En mai 2009, Éric Chédeville annonce que le label Crydamoure ne fera plus paraître de musique.

## Discographie
| Année | Ref. Catalogue | Artiste (s)                   | Titre (s) | Format  |
| ----- | -------------- | ----------------------------- | --- | ------- |
| 1997  | CRYDA 001      | Le Knight Club                | A: Santa Claus (5:16); B: Holiday On Ice (4:46) | 12"     |
| 1998  | CRYDA 002      | Paul Johnson & Le Knight Club | A: White Winds (5:47); B: Santa Claus (Paul Johnson Remix-5:17) | 12"     |
| 1998  | CRYDA 003      | Le Knight Club                | A: Troobadoor (6:13); B: Mirage (7:05) | 12"     |
| 1998  | CRYDA 004      | Le Knight Club vs. DJ Sneak   | A: Intergalactik Disko (8:25); B: Intergalactik Disko (DJ Sneak Version-8:29) | 12"     |
| 1999  | CRYDA 005      | Le Knight Club                | A1: Boogie Shell (5:35); A2: Coco Girlz (5:42); B1: Mosquito (5:51); B2: Coral Twist (6:15) | 12"     |
| 1999  | CRYDA 006      | The Buffalo Bunch             | A: Take It To The Street! (6:39); B: Music Box (6:23) | 12"     |
| 1999  | CRYDA 007      | Le Knight Club                | A: Hysteria (5:48); B: Hysteria II (6:02) | 12"     |
| 1999  | CRYDA 008      | Raw Man                       | A: Lovers (7:33); B1: Number Seven (6:47); B2: Number Seven (Remix By Le Knight Club-5:48) | 12"     |
| 1999  | CRYDA 009      | Deelat                        | A: Wet Indiez (5:36); B1: G.M.F. (5:10); B2: Wetness Anthem (5:39) | 12"     |
| 2000  | CRYDA 010      | Play Paul                     | A: Spaced Out (8:51); B: Holy Ghostz (7:06) | 12"     |
| 2000  | CRYDA 011      | The Eternals                  | A: Wrath Of Zeus (Original Mix-7:18); B1: Wrath Of Zeus (Light Mix-3:58); B2: Wrath Of Zeus (Dub Mix-3:53); B3: Wrath Of Zeus (Zeusappella-1:40) | 12"     |
| 2000  | CRYDA 012      | Sedat                         | A: The Turkish Avenger (6:26); B: Feel Inside (6:09) | 12"     |
| 2001  | CRYDA 013      | Le Knight Club                | A: Gator (5:20); B: Chérie D'Amoure (5:27) | 12"     |
| 2001  | CRYDA 014      | Archigram                     | A: Mad Joe (6:11); B1: In Flight (Raw Club Mix-6:48); B2: In Flight (7:10) | 12"     |
| 2002  | CRYDA 015      | Le Knight Club                | A: Soul Bells (5:09); B1: Palm Beat (6:53); B2: Tropicall (5:23) | 12"     |
| 2002  | CRYDA 016      | Le Knight Club                | A: Nymphae Song (5:34); B: Rhumba (6:14) | 12"     |
| 2002  | CRYDA 017      | Archigram                     | A: Carnaval (7:23); B: Carnaval (Bring Back The Rave! Mix) (7:15) | 12"     |
| 2002  | CRYDA 018      | Crydajam                      | A: If You Give Me The Love I Want (6:13); B1: Playground (5:28); B2: Loaded (7:26) | 12"     |
| 2003  | CRYDA 019      | Archigram                     | A: Doggystyle (7:29) | 12"     |
| 2000  | CRYDA CD001    | Artistes Variés               | 1 The Buffalo Bunch "Music Box" (4:01) 2 Le Knight Club vs. DJ Sneak "Intergalactik Disko" (DJ Sneak's Version) (3:33) 3 Raw Man "Lovers" (3:14) 4 Le Knight Club "Hysteria" (4:03) 5 Le Knight Club "Coral Twist" (2:07) 6 Le Knight Club "Gator" (2:00) 7 Deelat "Wet Indiez" (4:53) 8 Le Knight Club "Mirage" (3:56) 9 Le Knight Club "Chérie d'Amoure" (2:43) 10 The Eternals "Wrath Of Zeus" (4:32) 11 Sedat "The Turkish Avenger" (3:45) 12 Play Paul "Spaced Out" (2:30) 13 The Buffalo Bunch "T.I.T.T.S." (2:55) 14 Raw Man "Number Seven" (Le Knight Club Remix) (1:58) 15 Le Knight Club vs. DJ Sneak "Intergalactik Disko" (3:31) 16 Le Knight Club "Troobadoor" (2:08) 17 Le Knight Club "Santa Claus" (3:40) 18 Paul Johnson "White Winds" (2:59) 19 Le Knight Club "Boogie Shell" (4:17) 20 Le Knight Club "Coco Girlz" (2:16) 21 Deelat "G.M.F." (4:29) 22 Le Knight Club "Holiday On Ice" (4:15) | CD      |
| 2003  | CRYDA CD002    | Artistes variés               | 1 Le Knight Club "Rhumba" (4:24) 2 Le Knight Club "Nymphae Song" (4:18) 3 Crydajam "Playground" (3:02) 4 Archigram "In Flight" (4:49) 5 Le Knight Club "Mosquito" (2:47) 6 Deelat "Wetness Anthem" (2:55) 7 Archigram "Carnaval" (5:50) 8 Le Knight Club "Soul Bells" (5:03) 9 Play Paul "Holy Ghosts" (3:33) 10 Archigram "Mad Joe" (4:55) 11 Crydajam "If You Give Me The Love I Want" (4:51) 12 Crydajam "Loaded" (6:24) 13 Archigram "Doggystyle" (6:29) 14 Play Paul "Spaced Out 2" (5:23) 15 Le Knight Club "Palm Beat" (5:41) 16 Cassius "20 Years (How Do You See Me Now)" (Le Knight Club Remix) (3:17) (JP exclusive) | CD      |
| 2001  | CRYDA CD010    | Play Paul                     | 1: Spaced Out (8:47); 2: Spaced Out (Radio Edit) (3:50); 3: Spaced Out II (5:15); 4: Holy Ghostz (7:04) | CD Maxi |
| 2001  | CRYDA CD011    | The Eternals                  | 1: Wrath Of Zeus (Original Mix-7:14); 2: Wrath Of Zeus (Radio Edit-3:37); 3: Wrath Of Zeus (Light Mix-3:54); 4: Wrath Of Zeus (Zeusappella-1:37) | CD Maxi |
| 2001  | CRYDA CD012    | Sedat                         | 1: The Turkish Avenger (6:25); 2: The Turkish Avenger (Radio Edit-3:44); 3: Feel Inside (6:07) | CD Maxi |

## Les samples

### Les artistes du label Crydamoure ont utilisé des samples pour créer leurs morceaux
- Le Knight Club - Santa Claus : Kool and the Gang - Be My Lady
- Paul Johnson - White Winds : Black Ivory - White Wind
- Paul Johnson - Santa Claus (Remix) : Santa Claus Is Coming to Town
- Le Knight Club - Troobadoor : Alder Ray Black & The Fame Gang - Just Because the Package's Been Unwarpped & Opened
- Le Knight Club - Mirage : Skyy - Call Me
- Le Knight Club - Intergalactik Disko : Carol Williams - Rattlesnake et Cerrone - Give Me Love
- Le Knight Club - Intergalactik Disko (DJ Sneak's Version) : Carol Williams - Rattlesnake et Beastie Boys - Intergalactic
- Le Knight Club - Boogie Shell : Sister Sledge - You Fooled Around
- Le Knight Club - Coco Girlz : Cerrone - Love is the Answer
- Le Knight Club - Mosquito : Shalamar - I Owe You One et I Can Make You Feel Good
- Le Knight Club - Coral Twist : Quincy Jones - Somethin' Special
- The Buffalo Bunch - Take it to the Street : Leo Sayer - You Make Me Feel Like Dancing
- The Buffalo Bunch - Music Box : Boney M - New York City, Silver Convention - No, No, Joe et Thank You Mister DJ
- Le Knight Club - Hysteria : Change - Miracles
- Le Knight Club - Hysteria II : Change - Miracles
- Raw Man - Lovers : Gravediggaz - The Night The Earth Cried, Earth, Wind and Fire - Pride et Power
- Raw Man - Number 7 : Rufus feat. Chaka Khan - Once You Get Started
- Deelat - Wet Indiez : Ronnie Laws - So You Wanna Stay Down, The Emotions - Best of My Love et Beside - Change The Beat (Female Version)
- Deelat - G.M.F. : Chuck Mangione - Hide & Seek
- Deelat - Wetness Anthem : Amii Stewart - Get Your Love Back
- Play Paul - Spaced Out : Valerie Dore - Get Closer
- Play Paul - Holy Ghostz : Royce Do Cavaco - Pra Que Brigar
- Play Paul - Spaced Out 2 : Valerie Dore - The Night
- The Eternals - Wrath of Zeus : Musique - Keep on Jumpin', The Crusaders & Randy Crawford - Street Life, Lipps Inc. - All Night Dancing et Creme D' Cocoa - Doin' The Dog
- Sedat - The Turkish Avenger : Teddy Pendergrass - Heaven Only Knows
- Sedat - Feel Inside : D-Train - Something's On Your Mind
- Le Knight Club - Gator : Earth, Wind and Fire - Keep Your Head to the Sky
- Le Knight Club - Chérie D'Amoure : Frisky - Love at First Sight et James Brown - Funky President (People It's Bad)
- Archigram - Mad Joe : Grand Jojo - Patrouille de nuit (Night patrol) et Malcolm McLaren - Buffalo Gals
- Archigram - In Flight : The Joneses - Sugar Pie Guy
- Le Knight Club - Soul Bells : The Brothers Johnson - Streetwave
- Le Knight Club - Palm Beat : Chanson - Don't Hold Back
- Le Knight Club - Tropicall : Inner Life - Moment of My Life
- Le Knight Club - Nymphae Song : Rhythm Heritage - Holding Out (For Your Love)
- Le Knight Club - Rhumba : T-Connection - Give Me Your Love
- Archigram - Doggystyle : The Stooges - I Wanna Be Your Dog